# قندرون
قندرون (Chondrilla) سردهای از گیاهان علفی است.
این سرده در ایران یک گونه چندساله به نام قندرون (Chondrilla juncea) دارد.
قندرون بیشتر برگ‌های طوقه‌ای، و ساقه‌ای بی‌برگ و گل‌های زردرنگ دارد که معمولاً به صورت علف هرز در کنار راه‌ها و کشتزارها می‌رویند.